# 昂代 (厄尔省)
昂代（法語：Andé，法語發音：[ɑ̃de]）是法国厄尔省的一个市镇，属于莱桑德利区。

## 地理
昂代（49°13'56"N, 1°14'28"E）面积5.31 平方千米，位于法国诺曼底大区厄尔省，该省份为法国北部内陆省份，北起滨海塞纳省，西接奧恩省和卡爾瓦多斯省，南至厄尔-卢瓦省，东临瓦兹省、瓦兹河谷省和伊夫林省。
与昂代接壤的市镇（或旧市镇、城区）包括：埃尔克维尔、米伊、维龙韦、圣皮埃尔迪沃夫赖、波特德塞纳。

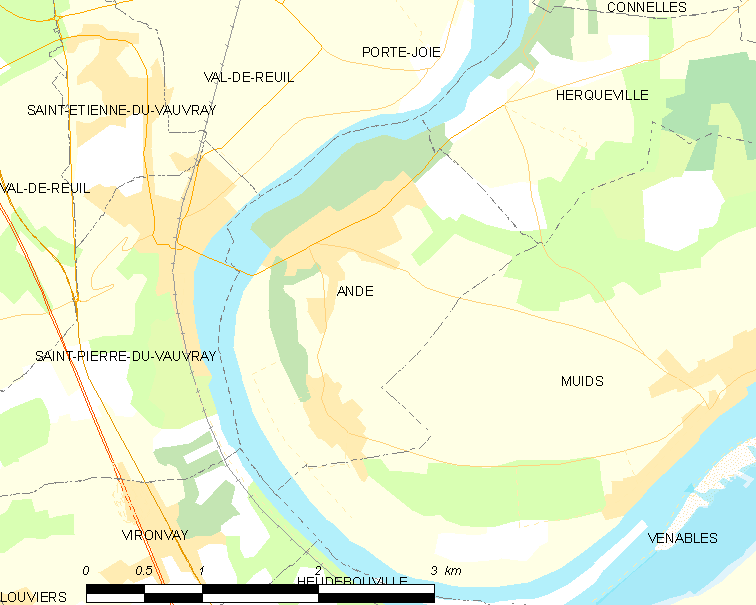
的OSM定位图

昂代的时区为UTC+01:00、UTC+02:00（夏令时）。

## 行政
昂代的邮政编码为27430，INSEE市镇编码为27015。

## 政治
昂代所属的省级选区为卢维耶县。

## 人口

1962-2008年间人口变化图示

昂代于2022年1月1日时的人口数量为1324人。